# Universidade Católica de Toulouse

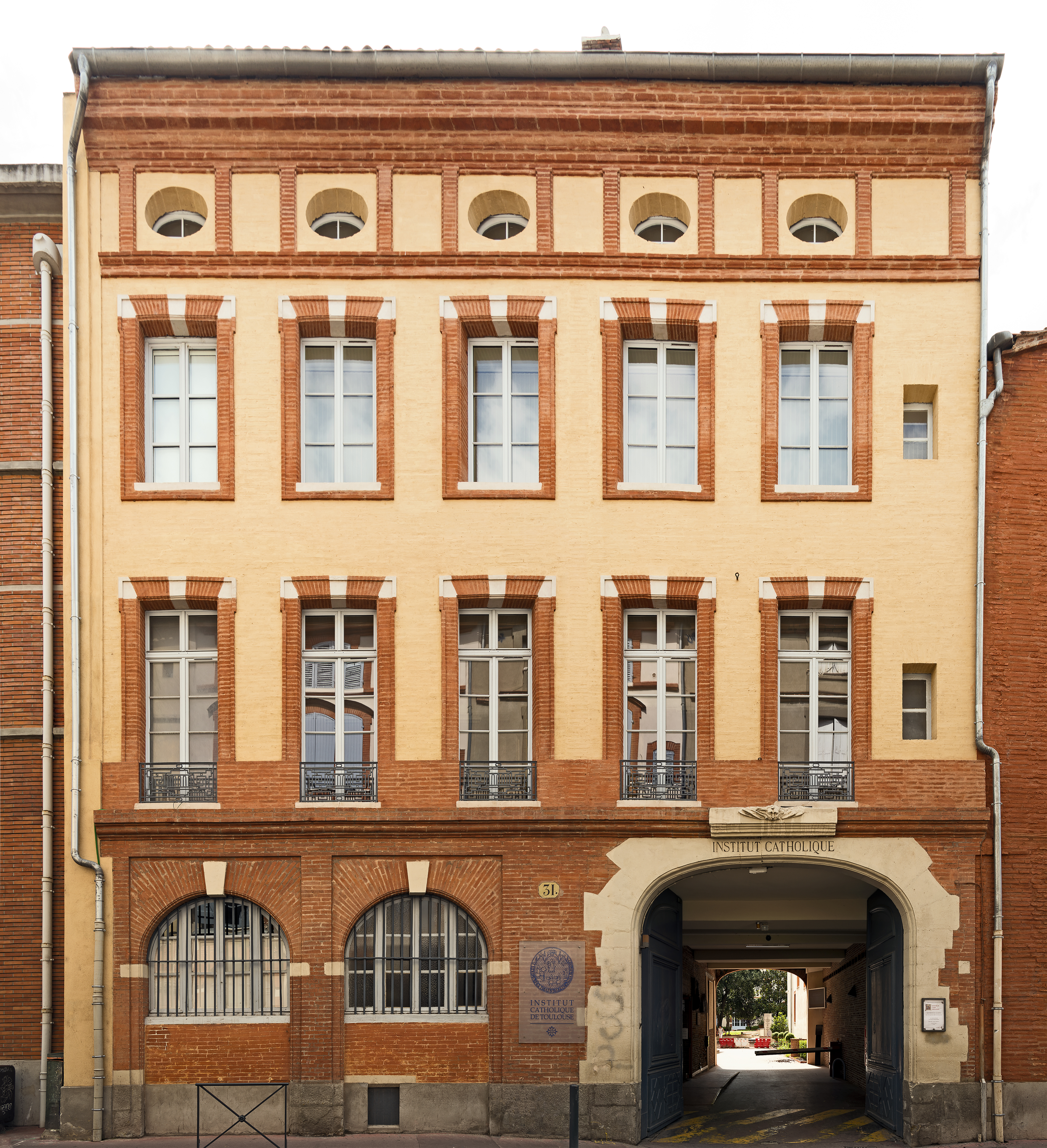
Institut Catholique de Toulouse, Entrada na rue de la Fonderie

O Institut Catholique de Toulouse (ou TIC) é uma universidade católica em Toulouse, França.
O Instituto Católico de Toulouse (TIC) é uma instituição privada de ensino superior, incluindo ciências humanas e sociais, direito e teologia, além de politécnicos.
Localizado no centro histórico de Toulouse, em edifícios construídos entre os séculos XIV e XVIII, o Instituto é compartilhado entre as várias faculdades e institutos. Possui três auditórios, biblioteca, capela, numerosas salas, laboratórios de pesquisa, museus arqueológicos e históricos. Localizado no local da antiga casa onde São Domingos de Gusmão morava. A escola compartilhou seu nome com uma antiga Universidade Católica de Toulouse, que São Domingos ajudou a fundar em 1229 com São Tomás de Aquino, cuja tumba fica a igreja dos jacobinos. Uma lei de 1880 obrigou as escolas privadas a deixar de usar o nome "Universidade", a universidade é conhecida desde o Instituto Católico de Toulouse.
O Instituto Católico de Toulouse é uma das cinco universidades fundadas pelos bispos da França.
O Instituto Católico de Toulouse é membro da Federação Internacional de Universidades Católicas, que inclui 200 universidades católicas em todo o mundo e é um dos 5 institutos católicos franceses, incluindo Angers, Lille, Lyon e Paris.
Em 18 de dezembro de 2008, funcionários do governo francês e o Vaticano assinaram um decreto em Paris referente ao reconhecimento de diplomas, que entrou em vigor em 16 de abril de 2009. As qualificações, certificados e diplomas da universidade foram reconhecidos em todo o mundo.